# Daniel Strömholm
Daniel Strömholm, född 23 september 1871 i Ragunda församling, Jämtlands län, död 8 januari 1961 i Uppsala, var en svensk kemist.
Strömholm blev 1899 filosofie doktor och 1900 docent vid Uppsala universitet, där han 1908–1936 var professor i kemi. Förutom gradualavhandling (Om sulfin- och tetinföreningar, 1899) publicerade han i svenska och tyska tidskrifter ett flertal kemiska undersökningar, bland vilka kan nämnas om basiska salter av bly, koppar, zink och nickel, om kvicksilverklorids dubbelsalter med organiska baser, om superjodider, om kemiska föreningars hydratisering vid lösning i vatten samt om orsaken till den olika färgen hos jodlösningar. Genom dessa arbeten lämnade han många viktiga bidrag till läran om jämviktsförhållandena vid kemiska reaktioner. Han blev ledamot av Vetenskapssocieteten i Uppsala 1923 samt erhöll flera pris av Vetenskapsakademien, av vilken han blev ledamot 1934.